# (115) Thyra
(115) Thyra est un astéroïde de la ceinture principale découvert par James Craig Watson le 6 août 1871.

## Compléments